# Hélène Marguerite Chaput
Hélène Marguerite Chaput baptisée Sœur Marie-Louise-Gabrielle, née le 26 octobre 1913 à Saint-Norbert au Manitoba et morte le 5 mars 2007 à Saint-Boniface, est une essayiste, religieuse, professeure et historienne canadienne.

## Biographie

### Origines et études
Hélène Marguerite Chaput naît le 26 octobre 1913 à Saint-Norbert, au Manitoba. Elle fait ses études secondaires auprès des Filles de la Croix à Saint-Adolphe, au Manitoba, avant de rejoindre l'École normale de Winnipeg, puis les universités du Manitoba et de Montréal. En 1968,  obtient son doctorat à la Sorbonne, en France.

### Carrière
Elle fonde les archives provinciales des Sœurs des Saints Noms de Jésus et de Marie, puis collabore activement avec la Société historique de Saint-Boniface et les Éditions du Blé à la publication de cahiers historiques. Parmi ses œuvres majeures, on compte Donatien Frémont, journaliste de l'Ouest canadien, publié aux Éditions du Blé, qui lui vaut le Prix Champlain en 1978

## Publications

### Articles
- Soeur Hélène Chaput, « M. Donatien Frémont, journaliste catholique français de l’Ouest canadien », Sessions d'étude - Société canadienne d'histoire de l'Église catholique, vol. Volume 37,‎ 1970, p. 95–110 (lire en ligne [PDF])[5]
- Béatrice BOUTCHÉNIK, Hélène CHAPUT et Magda TOMASINI, « Relations familiales et engagement caritatif. Des dimensions du capital social peu liées au patrimoine matériel », Relations familiales et engagement caritatif. Des dimensions du capital social peu liées au patrimoine matériel, no n°119, 2015, p. 65-71.,‎ 2015, p. 65-71. (lire en ligne [PDF])[6]
- Pierre Verger, Dimitri Scronias et Hélène Chaput, « Pour huit médecins généralistes sur dix, la vaccination contre la Covid-19 est le meilleur moyen d’éviter de nouvelles vagues épidémiques », Pour huit médecins généralistes sur dix, la vaccination contre la Covid-19 est le meilleur moyen d’éviter de nouvelles vagues épidémiques, vol. 7, no 1187,‎ mars 2021, p. 7 (lire en ligne [PDF])